# Obrium helvolum
Obrium helvolum là một loài bọ cánh cứng trong họ Cerambycidae.